# Лишковица
Лишковица је десна притока Јерме у коју се улива у Бугарској, у Општини Годеч у Софијској области.

## Географске одлике
Вуканшица и Чачковица су саставнице Лишковице, које се састају код села Вукан. Обе саставнице имају простране сливове и разгранату мрежу притока, при чему је лева саставница Чачковица ипак мало значајнија по површини слива и дужини тока. 

### Слив
Како по дужини речног тока (15,9 km) тако и по површини слива (93,64 km²) Лишковица је друга најзначајнија притока Јерме. Густина речне мреже је доста велика (1,72 km/km² ). Падови речних токова су знатни, осим доњих делова саставница и саме Лишковице.
Слив Лишковице је карактеристичног лепезастог облика. Великим делом је планински, са изразито високим развођем на југу према Дивљанској и Рајанској реци (1.200 – 1.400 m н.в), док су развођа према Радули и Јарловачкој реци на западу и Глоговштици и Првној на истоку нижа, али такође изражена, са висином до 1.100 метара изнад мора.

### Вегетација
Готово сви највиши делови слива покривени су шумском вегетацијом, док је дно речне долине Чачковице до Стајчовца и Вуканшице до Мрамора, као и широко дно Лишковице, низводно од саставка великим делом искоришћено као пољопривредно земљиште, па самим тим је и пркривено пољопривредним културама.